# Chelsea Bridge
Chelsea Bridge je samonosný visutý most pro silniční a pěší dopravu přes řeku Temži v Londýně mezi Grosvenor Bridge a Albert Bridge. Současná podoba mostu, náhrady původního mostu stojícího na stejném místě, je dílem G. Tophama Foresta. Most byl otevřen 6. května 1937.
Původní most byl visutý most dlouhý asi 210 m s rozpětím hlavního oblouku asi 100 m. Autorem jeho návrhu byl Thomas Page. Stavba tohoto mostu začala roku 1851 a byl otevřen 31. března 1858. Na mostě se vybíralo mýtné až do roku 1879.
Severní konec mostu vytváří hranici mezi Pimlico a Chelsea. Royal Chelsea Hospital se nachází bezprostředně na severozápad od něj. U jižního konce mostu se nachází Nine Elms na východ a Battersea na západ. Elektrárna Battersea se nachází bezprostředně na jihovýchodě, zatímco Battersea Park na jihozápadě.